# وجره‌یانه

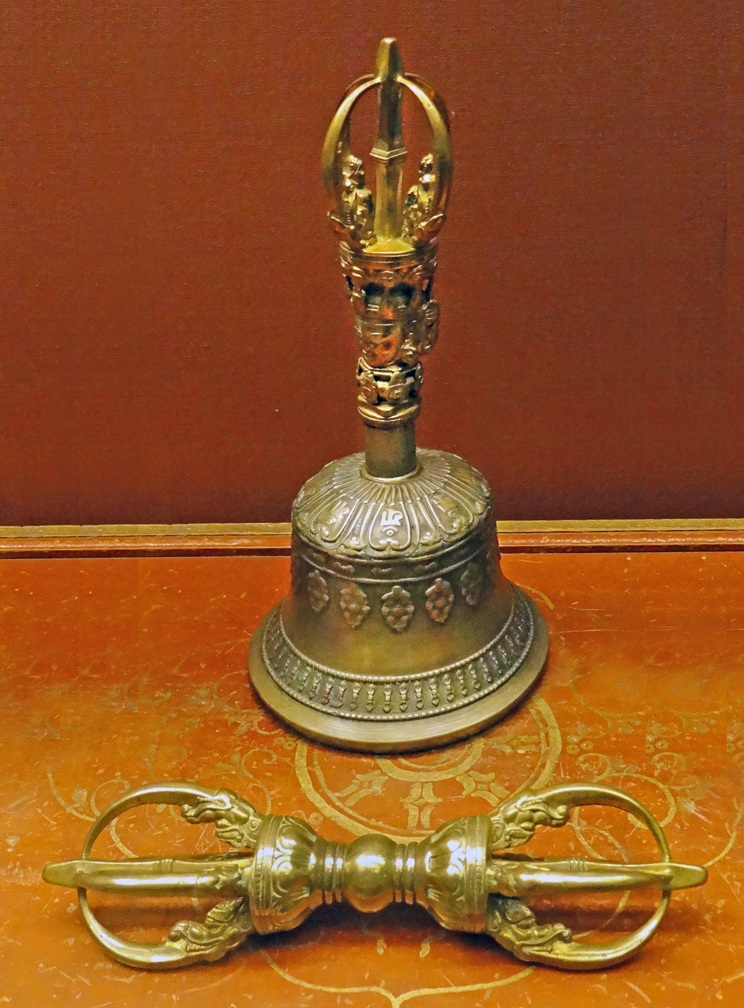
وجره و گهنتا (گُرز و زنگ) ابزار اساسی نمادین در وجره‌یانه هستند.

وَجره‌یانه (سانسکریت: वज्रयान، آوانگاری: Vajrayāna، ت. «راه و وسیلهٔ دست‌یابی از جنس آذرخ») که بودیسم تانتری (سانسکریت: तान्त्रिक बौद्धधर्म، آوانگاری: Tāntrika Bauddhadharma) نیز نامیده می‌شود، شاخه‌ای از بودیسم است. وجره‌یانه جنبه‌های صوفیانه دارد و خاستگاه آن از هند است.
واژه وجره به معنی آذرخش و همچنین الماس است و استفاده از آن به درخشان بودن و استوار بودن اشاره دارد و به این خاطر که پیروان آن معتقدند برای رسیدن به مرحله بودا شدن، راهی سریع‌تر، درخشان‌تر و باثبات‌تر یافته‌اند این نام را به کیش خود داده‌اند. منظور از وجره در نام این کیش، همان حق و واقعیت است. وجره‌یانه (راه الماس) پس از مَهایانه (راه بزرگ) و هینه‌یانه (راه کوچک) سومین مکتب بزرگ بوداگرایی است. در مکتب وجره‌یانه پیر (لاما) به‌عنوان راهنما و مرشد و پشتیبان نقش بزرگی در رسیدن به بیدارشدگی ایفا می‌کند و از این رو این مکتب را لامائیسم (لاماگرایی) هم نامیده‌اند. پیر بزرگ را هم در این مکتب در تبت دالایی لاما می‌نامند.
هدف وجره‌یانه رسیدن به حالت بوداشدگی است تا با آن، دیگر موجودات ذی‌شعور را نیز بتوان به بیدارشدگی سوق داد. از وجه مشخصه‌های اصلی شاخه وجره‌یانه بودیسم، پرداختن آن به عناصر عرفانی و (تا حدودی) باطنی است و آیین‌ها و رسومات در آن از جایگاه مهمی برخوردار است. به دلیل پرداختن به عناصر رازوَرزانه، آن را بودیسم باطنی نیز می‌نامند. وجره‌یانه (راه الماس‌گونه) را با نام‌هایی مانند لامائیسم (مُرشِدگرایی)، تانترا (افسون‌گویی)، مانترایانه (راه وِردمحور)، بودیسم تانترایی (بوداباوری افسون‌گرا) هم می‌نامند.

## آموزه
هینه‌یانه به بیداری تک به تک افراد باور دارد و مهایانه می‌گوید که بیدارشدگان بایستی در همین جهان بمانند و دست بقیه را بگیرند و تا همه با هم بیدار نشده‌ایم از کوشش بازنایستند. مهم‌ترین آموزه در وجره‌یانه، آموزه بیدارسرشتی همگان است؛ یعنی همه هستندگان آمادگی بالقوه برای بودا شدن را در سرشت خود دارند. این بیدار شدن را می‌توان با مراقبه (درون‌پویی) تجربه کرد. شخص درون‌پو، در حین پویش، در جنبه‌های بیدارشدگی (بوداگی) ذوب می‌شود. راهکار وجره‌یانه برای زندگی روزانه این است: به گونه‌ای بزی که انگار یک بودا هستی و بیداری، تا زمانی که یک بودا شوی.
برعکس مهایانه و هینه‌یانه که می‌گویند حالت بوداگی را نمی‌توان به هیچ وجه شرح داد و توصیف‌پذیر نیست، پیروان وجره‌یانه می‌گویند که می‌شود از راه آیین‌های صوفیانه و به یاری ورد و افسون (مانترا)، اشاره‌های رازآمیز دست به نام مودرا (دست‌نشانه‌ها) و اشکال نمادین هندسی (ماندالا) با حالت بوداگی تماس برقرار کرد.

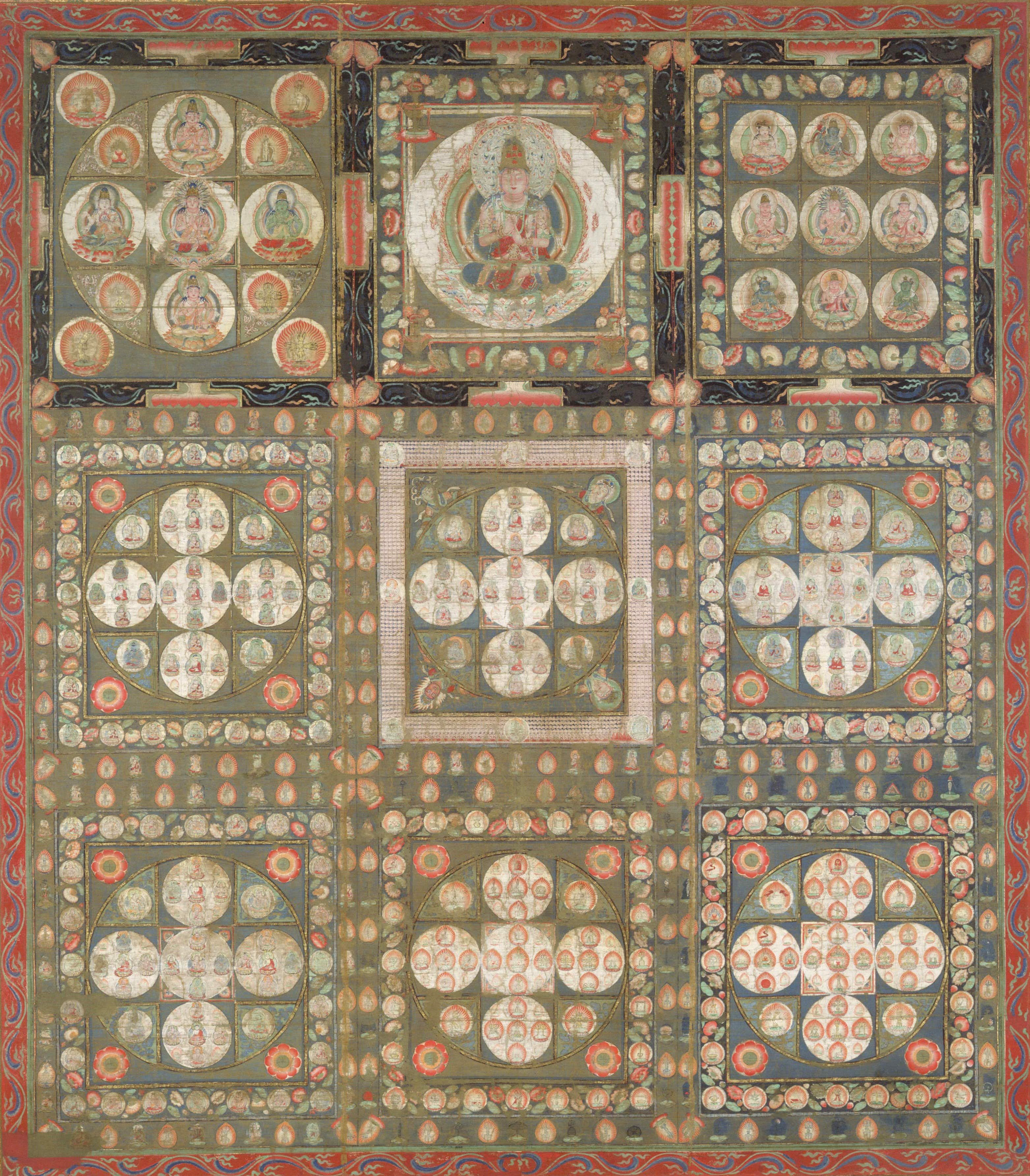
ماندالای قلمرو الماس، بر پایه سوترای تانتری وجره‌سکهرا. نماد تحقق نهایی وایروچانا بودا در شینگون.

برخی از فرقه‌های دیگر بودایی می‌گویند که بیدار شدن دست کم چندین زندگی و زایش دوباره لازم دارد و بسیار طول می‌کشد اما پیروان وجره‌یانه می‌گویند که هر کس می‌تواند در طول همین یک بار زندگی به بوداگی برسد.
وجره‌یانه به مفهوم علت و معلول و ویژه‌بینی (ویپاسانا) متکی است. هدف از وجره‌یانه تبدیل هر تجربه به فرزانگی بی‌پروا، شادی‌یابی خودجوش و مهرورزی پرانرژی است. وجره‌یانه می‌کوشد از طریق خودیکی‌دانی سالک با بیدارشدگی، به سریع‌ترین وجه به نتیجه مطلوب برسد.
وجره‌یانه اغلب توسط پیروانش به عنوان نگین تاج تعالیم بودا توصیف می‌شود. آنها بر این باورند که وجره‌یانه برترین مسیر از سه مسیر به رسمیت شناخته شده توسط وجره‌یانه است. دو مسیر دیگر هینه‌یانه و مهایانه هستند.
رابطه آموزگار و شاگرد در وجره‌یانه برای دست به دست کردن پویا و راستین آموزه‌ها و مُهر بزرگ ضروری است. به گفته پیروان وجره‌یانه، گوتاما بودا به دنبال همکار بود و نه پیرو؛ و برای این امر، وجود دید انتقادی در بین آموزندگان آموزه‌های او لازم و مفید است. در وجره‌یانه باور یافتن شهودی اصل است و نه باور کردن بی‌پرسش؛ بنابراین وجره‌یانه دین ایمان نیست، بلکه دین تجربه است. به باور این کیش، هر توضیح دینی را فرد سالک می‌تواند در نهایت با استفاده از تجربیات خود راستی‌آزمایی کند.

## خاستگاه و تاریخچه

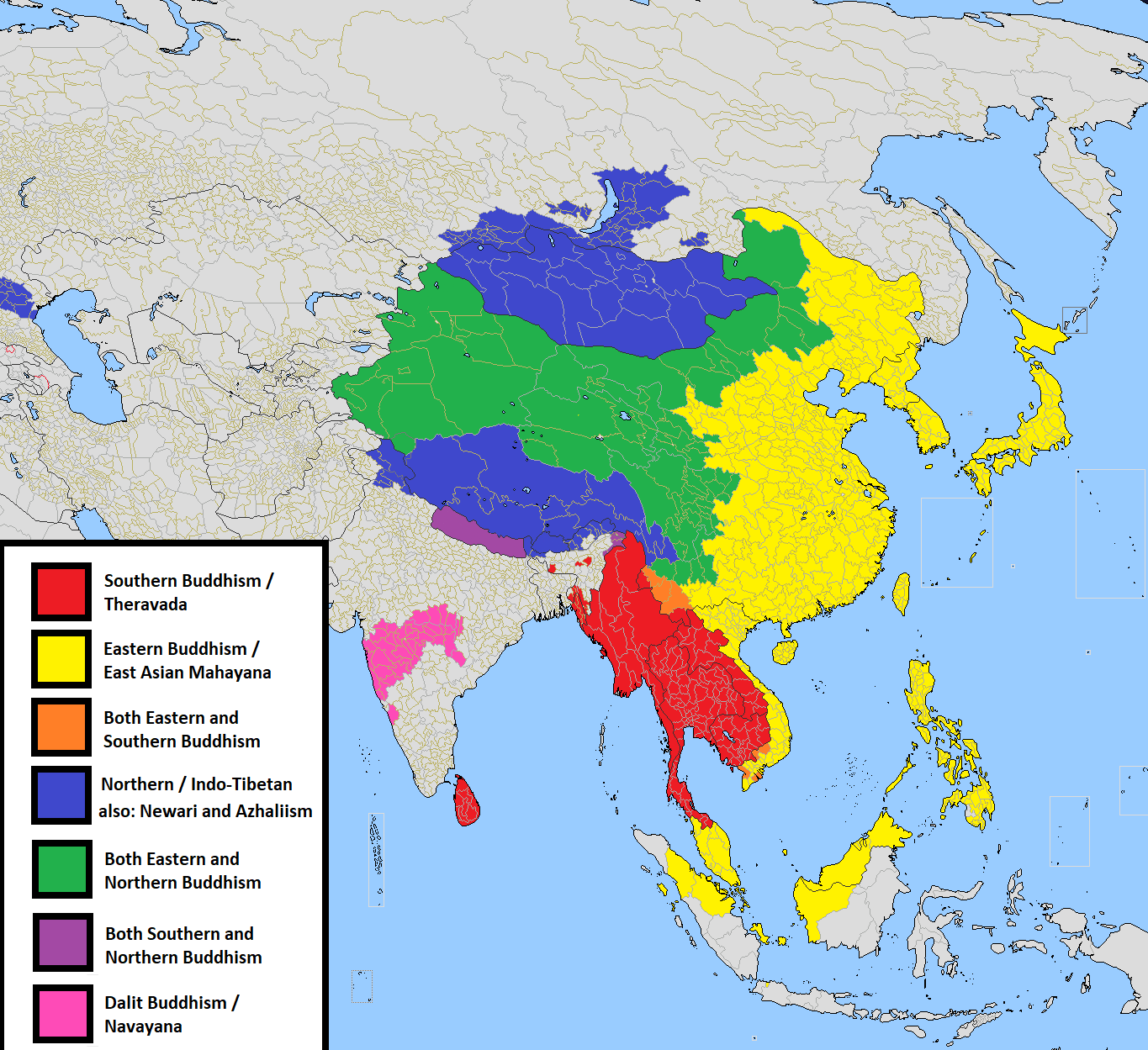
نقشه آن

وجره‌یانه احتمالاً در حدود قرن چهارم در هند ایجاد شده‌است، اگرچه پیروان وجره‌یانه سنتاً معتقدند که، گوتاما بودا مفاهیمی از وجره‌یانه (مانند کالاچاکرا) را شخصاً آموزش می‌داده‌است. وجره‌یانه مبتنی بر بودیسم مهایانه است، اما احتمالاً تحت تأثیر عناصر آموزه‌های تانتری و هندو نیز قرار گرفته‌است. وجره‌یانه متون خاص خود را دارد که تانتراها نامیده می‌شوند، اما فلسفه این کیش کاملاً بر اساس آموزه‌های مهایانه است. وجره‌یانه از هند، به چین و تبت گسترش یافت. در قرن دوازدهم، وجره‌یانه، همراه با دیگر فرقه‌های بودایی آن زمان، در نتیجه تهاجمات مسلمانان و ادغام جزئی بودیسم در هندوئیسم، از هندوستان رخت بربست.
پس از اینکه مسلمانها کانون‌های اصلی بوداگرایی در هند را نابود کردند وجره‌یانه تنها در تبت به زندگی خود ادامه داد. بعدها در مغولستان کیش رسمی آن کشور شد و در دربار خاقان چین دیرزمانی کیش برتر به‌شمار می‌رفت. در ژاپن هم شیوه‌های افسونگرا (تانترایی) بوداگرایی پدید آمدند مانند کِگون و شینگون. وجره‌یانه امروزه عمدتاً در چارچوب بودیسم تبتی در تبت، نپال، بوتان و مغولستان از آن پیروی می‌شود. بودیسم شینگون ژاپنی نیز یک مکتب از شاخه وجره‌یانه است. امروزه وجره‌یانه در غرب نیز به عنوان بخشی از بودیسم تبتی رایج است. در بوتان، وجره‌یانه دین رسمی این کشور است.
وجره‌یانه بیشتر در چارچوب بودیسم تبتی معروف است. وجره‌یانه علاوه بر آموزه‌های مهایانه، یک رشته تمرینات عملی را نیز برای دست‌یابی به روشنی توصیف می‌کند. سنت‌های بودایی نپال، بوتان و مغولستان پیوندهای نزدیکی با بودیسم تبتی دارند و می‌توان آن را گونه‌های محلی بودیسم تبتی در نظر گرفت.
وجره‌یانه در قدیم به چین نیز وارد شد، اما در آنجا نیز از بین رفت. با این حال، پیش از ناپدید شدن از چین، به ژاپن نیز معرفی شد و این کیش امروزه در ژاپن به شکل بودیسم شینگون ادامه پیدا کرده‌است.

### پیش‌نیازها
بنا به گفته تنزین گیاتسو در کتاب دنیای بودیسم تبتی (۱۹۹۵)، فرد ره‌پو باید نخست علل رنج‌کشی خود رابه‌طور کامل از میان بردارد. علاوه بر این، باید آموزه هستی را از دومین چرخش چرخ (خوانش دوم بودا) کاملاً فهمیده باشد، در درک بودیچیتا (سرشت بودا یا حالت بودا) پیشرفت کرده باشد. برخورداری از ازخودگذشتگی، و تلاش مبتنی بر شفقت برای بیداری‌یابی به نفع همه موجودات زنده و برای عمل به کمالات شش‌گانه از دیگر پیش‌نیازهای پیمودن این مسیر است.